# Vinoba Bhave
Vinoba Bhave (11 de setembro de 1895 - 15 de novembro de 1982), considerado o sucessor espiritual de Mahatma Gandhi, foi um defensor da Não-Violência e dos Direitos Humanos na Índia.
Prometera a Gandhi continuar a obra dele, em outro setor. Depois de alcançada a libertação nacional da Índia, faltava a emancipação econômica, que consistia, principalmente, na solução do doloroso problema agrário. Um grupo de marajás e outros latifundiários monopolizaram a a maior parte das terras da Índia sem as fazerem produzir devidamente. Daí os grandes flagelos de carestia e fome que assolavam periodicamente o país, dizimando a população. Vinoba Bhave, dessa forma, iniciou um movimento pacífico e não-violento que ficou conhecido como "Movimento Bhoodan", que tinha como lema: "A riqueza e a terra devem ser de todos". Tal movimento consistia em pedir doações de terras aos latifundiários para promover uma reforma agrária. Trata-se de uma partilha voluntária dos bens, a começar pelo solo. Vinoba Bhave conseguiu a doação de milhares de hectares, que foram distribuídos entre inúmeras famílias de agricultores. A tais famílias, eram também fornecidos outros implementos, como instrumentos agrícolas, sementes e obras de irrigação, financiados por um fundo de doações em dinheiro chamado "Sampattidan".
Vinoba Bhave visitava marajás e latifundiários, a quem tinha o costume de dizer: "Venho saqueá-los com amor". Procurando tirar dos que tinham para dar aos que não tinham, ele realizou uma reforma agrária sui generis. Ensinava que tudo o que possuímos, em matéria de dinheiro, propriedade e conforto, foi conquistado com a ajuda do braço alheio, com o esforço coletivo, e, portanto, não deveríamos hesitar em dividir o que nos sobra com os outros.
Embora tivesse recebido a doação de muitas propriedades e de muito dinheiro, Vinoba Bhave nunca quis ter nada para si, tendo distribuído tudo com os mais necessitados. Andava sempre a pé. Contentava-se com o mínimo possível. Bastava-lhe ter um lençol com que cobrir a nudez e uma pequena tigela de coalhada com mel de abelha em cada refeição. Quando era recebido pelos proprietários de terras, costumava dizer-lhes: "Sou vosso filho, sou um membro da vossa família". E seus apelos diretos quase nunca eram feitos em vão. Foi um saqueador de terras curioso e conquistava o queria através do amor. Uma espécie de Robin Hood moderno, sem arco e sem flechas, que nada queria para si, mas tudo queria para o povo.